# Il suicidio dei samurai
| Recensione | Giudizio                |
| ---------- | ----------------------- |
| Ondarock   | Pietra miliare italiana |

Il suicidio dei samurai è il terzo album dei Verdena, pubblicato nel 2004.

## Descrizione
Le registrazioni sono iniziate nell'agosto del 2003.
L'album è stato pubblicato dalla Universal anche all'estero: il 18 aprile 2005 in Svizzera e Austria, il 12 settembre 2005 in Germania (con alcune date a Lucerna, Colonia, Berlino e Monaco per promuoverlo). Con l'etichetta Barclay viene pubblicato anche in Francia il 10 aprile 2006.
L'album è stato anche stampato in un'edizione in vinile, limitata a 500 copie non numerate e senza bonus-track, dalla Jestrai Records.
Le prime 50 copie dell'LP hanno la copertina bianca uguale alla quarta di copertina del libretto del CD (ed uguale in tutto e per tutto, a sua volta, alla bustina interna contenente il disco di vinile).
Il vinile è stato venduto esclusivamente durante i concerti del gruppo da un responsabile della stessa Jestrai Records, ed il prezzo era di 9,90 euro.

## Tracce
1. Logorrea (esperti all'opera) - 3:54
2. Luna - 3:32
3. Mina - 4:27
4. Balanite - 4:47
5. Phantastica - 4:01
6. Elefante - 3:06
7. Glamodrama - 6:27
8. Far fisa - 4:23
9. 17 tir nel cortile - 5:10
10. 40 secondi di niente - 4:45
11. Il suicidio del samurai - 4:28

## Formazione
- Alberto Ferrari - voce, chitarre
- Roberta Sammarelli - basso, cori
- Fidel Fogaroli - tastiere, rhodes, mellotron, organetto
- Luca Ferrari - batteria, percussioni, synth, cori

Altri musicisti
- Family, Cecilia Giabini - cori  in Il suicidio del samurai

## Riferimenti ad altre opere
- Il Suicidio del samurai: riferimento alla canzone Suicide Samurai dei Fecal Matter, il primo gruppo di Kurt Cobain.
- Glamodrama: è una storpiatura del titolo del romanzo Glamorama di Bret Easton Ellis del 1998.
- Far fisa richiama una nota azienda italiana produttrice di organi elettronici e sintetizzatori.